# Pylie
La Pylie (en grec moderne : Πυλία) est une ancienne province de la préfecture de Messénie dissoute en 1997.

La Pylie  était une ancienne province de Grèce située dans la préfecture de Messénie .
Son territoire correspondait approximativement à celui des municipalités actuelles de Pylos-Nestor et de Messène.Elle a été dissoute en 1997 conformément à la loi n° 2539, article 19 du 1er janvier 1999.